# Ruta Estatal de Arizona 143
La Ruta Estatal de Arizona 143, y abreviada SR 143 (en inglés: Arizona State Route 143) es una carretera estatal estadounidense ubicada en el estado de Arizona. La carretera inicia en el Norte desde la McDowell Rd hacia el Sur en la I 10     en Phoenix. La carretera tiene una longitud de 6,3 km (3.93 mi).

## Mantenimiento
Al igual que las autopistas interestatales, y las rutas federales y el resto de carreteras estatales, la Ruta Estatal de Arizona 143 es administrada y mantenida por el Departamento de Transporte de Arizona por sus siglas en inglés ADOT.

## Cruces
La Ruta Estatal de Arizona 143 es atravesada principalmente por la  I 10     en Phoenix
 Loop 202     en Phoenix.